# Anahit Tsitsikian
 (août 2018).
Si vous disposez d'ouvrages ou d'articles de référence ou si vous connaissez des sites web de qualité traitant du thème abordé ici, merci de compléter l'article en donnant les références utiles à sa vérifiabilité et en les liant à la section « Notes et références ».
Anahit Tsitsikian (arménien : Անահիտ Ցիցիկյան ; née à Leningrad le 26 août 1926 et morte à Erevan le 2 mai 1999) est la première Arménienne violoniste de renom. Elle fait le tour de plus de 100 villes dans le monde à l'époque soviétique, enseigne au Conservatoire Komitas d'Erevan pendant environ 40 ans, a écrit plus de 300 articles et scénarios pour des programmes de télévision et de radio, crée une nouvelle branche de musicologie arménienne, l'histoire des arts du spectacle, et consacre les vingt dernières années de sa vie à la recherche dans le domaine de l’histoire de la musique ancienne, devenant ainsi la fondatrice d’une nouvelle branche de l’archéologie musicale arménienne.
Tsitsikian était Artiste émérite de l'Arménie (1967), docteur en musicologie (1970) et professeure de musique (1982).

## Biographie

### Jeunesse et études
Anahit Tsitsikian est née à Leningrad (actuellement Saint-Pétersbourg, en Russie), dans une famille d'un ingénieur et un médecin. Elle commence le violon à l'âge de six ans. Ses professeurs sont le musicien Grigori Ginzburg et, plus tard, le professeur Lev Moiseyevich Zeitlin (ru).
Au début de la Seconde Guerre mondiale, elle quitte Leningrad pour l'Arménie à l'âge de quinze ans. Son lieu de naissance a une influence considérable sur son développement en tant que personne et en tant que musicienne. Elle est restée une personne avec des goûts raffinés et une approche et une attitude prudentes et sincères envers l'héritage historique ; et elle était douce et respectueuse envers ses amis, collègues et étudiants.
Elle étudie au Conservatoire Komitas d'Erevan de 1946 à 1950, où elle est l'élève du professeur Karp Dombayev. Elle obtient la bourse Staline. En 1954, elle termine ses études supérieures au Conservatoire Tchaïkovski de Moscou (conseillère - professeur Konstantin Mostras).

### Carrière
Elle commence à jouer professionnellement dès l'école primaire ; ses performances comprenaient aussi bien de nombreuses performances en solo qu'avec des orchestres symphoniques. À partir de 1961, elle est la soliste principale du Armenian Philharmonic Hall. Elle joue dans toutes les républiques de l'ex-Union soviétique et dans 27 pays du monde. En tant que violoniste, elle produit quatre disques vinyle sous le label Melodiya. La musique des compositeurs arméniens modernes occupe une place particulière dans son répertoire. Elle a souvent été la co-autrice, éditrice et première interprète des pièces de ces compositeurs.
Elle enseigne au Conservatoire Komitas d'Erevan à partir de 1950 et y fonde trois nouveaux cours : histoire et théorie des instruments à archet, histoire des arts du spectacle arménien et cours de pratique de l'enseignement de la musique.
Anahit Tsitsikian commence ses recherches universitaires alors qu'elle est encore étudiante au Conservatoire. Ses recherches portent sur l'art de l'archet, l'organologie et l'archéologie musicale, dont elle est la fondatrice en Arménie. Elle parlait cinq langues et donne des conférences en anglais, en français et en allemand. Elle participe à de nombreuses conférences scientifiques internationales et publie également des articles en Arménie et à l'étranger.
Au cours de sa vie artistique, Anahit Tsitsikian joue dans plus d'un millier de récitals, enregistre soixante morceaux de musique archivée et écrit plus de 300 articles et scripts pour de nombreuses émissions de radio et de télévision. Elle fut membre de nombreuses organisations locales et internationales telles que la Composer’s Union of Armenia (ou l'Union des compositeurs soviétiques), l'Armenian Theater Union, la Journalists Union, le Women’s Committee of the USSR, l'AOKS (le comité culturel de liaison entre l'Arménie et les autres pays), l'"History of World Culture" Committee in the Academy of Sciences of the Soviet Union, le World Scientific Association of Historical Archaeology, etc.
Anahit Tsitsikian meurt le 2 mai 1999 dans la capitale arménienne.

## Prix et distinctions
Anahit Tsitsikian a reçu les titres d'Artiste émérite de l'Arménie (1967), de Docteur de Science Musicale (1970) et de Professeure de Musique (1982).

## Héritage
La Anahit Cultural Foundation est créée l'année de sa mort afin de poursuivre son travail et réaliser ses rêves. La mission de la fondation est de faciliter la promotion de la musique arménienne en soutenant les musiciens dans leur formation professionnelle et leur travail, mise en place et mise en œuvre de programmes et d'événements culturels et stimulation de l'intégration de la musique arménienne dans la musique internationale.
En 2004, une école de musique est baptisée en son honneur à Erevan.